# 589
589 (DLXXXIX na numeração romana) foi um ano comum do século VI, do Calendário Juliano, da Era de Cristo, teve início a um sábado e terminou também a um sábado, com a letra dominical B.
| ano completo                   |
| ------------------------------ |
| Ano comum com início ao sábado |

## Eventos
- III Concílio de Toledo: O Catolicismo é proclamado pelo rei Recaredo I religião oficial do reino visigodo da Hispânia.

## Mortes
- 1 de março - São David, padroeiro do País de Gales